# Holmér (TV-program)
Holmér var ett svenskt samhällsprogram som sändes i TV 4 klockan 21.00–22.00 mellan den 16 februari och den 20 april 1993 i en säsong om nio avsnitt. Programledare var Hans Holmér.